# باشگاه فوتبال رئوس دپورتیو
باشگاه فوتبال رئوس دپورتیو (به اسپانیایی: Club de Futbol Reus Deportiu) یک تیم فوتبال اسپانیایی مستقر در رئوس، در منطقه خودمختار کاتالونیا بود. این باشگاه که در سال ۱۹۰۹ تأسیس شد، آخرین بار در سگوندا دیویژن (در حالی که تیم B آن در سطح پنجم فوتبال اسپانیا رقابت می‌کرد)، قبل از اینکه در فصل ۲۰۱۸–۱۹ منحل شود، شرکت کرد. این تیم بازی‌های خانگی خود را در استادیوم شهرداری با ظرفیت ۴۷۰۰ نفر برگزار می‌کرد.

## انحلال
در ۱۸ ژانویه ۲۰۱۹، سازمان لیگ فوتبال حرفه‌ای اسپانیا، به دلیل عدم پرداخت حقوق بازیکنان، امتیاز رئوس دپورتیو برای ادامه رقابت در مسابقات را به حالت تعلیق درآورد و ده روز بعد باشگاه به مدت سه سال از شرکت در مسابقات محروم شد و هم‌چنین به پرداخت ۲۵۰۰۰۰ یورو جریمه محکوم شدند.
در ژوئیه ۲۰۱۹، پس از قرعه کشی گروه‌های سگوندا دیویژن B، رئوس دوباره به دلیل عدم پرداخت بدهی‌ها حذف شد و به ترکرا دیویسیون، سطح پنجم فوتبال در اسپانیا، سقوط کرد، که در آن لیگ هم در سپتامبر همان سال، به علت بدهی به RFEF و عدم حضور در دو مسابقه اول، از جدول مسابقات کنار گذاشته شد.
باشگاه تا زمانی که بدهی‌هایش تسویه نشده‌بود نمی‌توانست در سه لیگ منطقه‌ای کاتالونیا بازی کند.
در اکتبر ۲۰۱۹، دادگاه حکمیت ورزش دستور داد که رئوس به سگوندا دیویژن بی، بازگردانده شود.
اما اجرا نشد و در ژوئیه ۲۰۲۰، این باشگاه بار دیگر به دلیل پرداخت نشدن به بازیکنان تیم ذخیره خود از فوتبال لیگ خارج شد.
در ۲۰ اکتبر ۲۰۲۰، پس از اینکه مالکان باشگاه نتوانستند طرحی برای پرداخت بدهی‌هایی که بیش از ۹ میلیون یورو تخمین زده می‌شد، ارائه دهند، رئوس در دادگاه منحل شد.